# Jeremy Kemp
Jeremy Kemp, all'anagrafe Edmund Jeremy James Walker (Chesterfield, 3 gennaio 1935 – Londra, 19 luglio 2019), è stato un attore britannico.

## Biografia
Dopo aver studiato alla Central School of Speech and Drama a Londra, Jeremy Kemp lavorò con compagnie di repertorio e con la Royal Shakespeare Company.
Durante la stagione televisiva 1962-1963 interpretò il ruolo del poliziotto Bob Steele nella serie Z Cars, che gli diede la popolarità e gli consentì di ottenere i primi ruoli cinematografici interessanti.
L'aspetto sinistro e l'espressione severa del volto lo resero adatto a ruoli di supporto in molte produzioni di successo, come La caduta delle aquile (1966), in cui interpretò l'asso dell'aviazione tedesca Willi von Klugermann e all'interpretazione di personaggi austeri e autorevoli, come il colonnello Kurt Von Ruger in Operazione Crêpes Suzette (1970), e aristocratici come il barone Karl von Leinsdorf in Sherlock Holmes: soluzione settepercento (1976).

## Filmografia parziale

### Cinema
- Le cinque chiavi del terrore (Dr. Terror's House of Horrors), regia di Freddie Francis (1965)
- Operazione Crossbow (Operation Crossbow), regia di Michael Anderson (1965)
- Combattenti della notte (Cast a Giant Shadow), regia di Melville Shavelson (1966)
- La caduta delle aquile (The Blue Max), regia di John Guillermin (1966)
- Superspia K (Assignment K), regia di Val Guest (1968)
- Uno sporco imbroglio (The Strange Affair), regia di David Greene (1968)
- Vortice di sabbia (A Twist of Sand), regia di Don Chaffey (1968)
- Operazione Crêpes Suzette (Darling Lili), regia di Blake Edwards (1970)
- Il ragazzo ha visto l'assassino e deve morire (Eyewitness), regia di John Hough (1970)
- I formidabili (The Games), regia di Michael Winner (1970)
- La papessa Giovanna (Pope Joan), regia di Michael Anderson (1972)
- La tana della volpe rossa (The Belstone Fox), regia di James Hill (1973)
- Il bunker (The Blockhouse), regia di Clive Rees (1973)
- Labbra di lurido blu, regia di Giulio Petroni (1975)
- Sherlock Holmes: soluzione settepercento (The Seven-Per-Cent Solution), regia di Herbert Ross (1976)
- Quell'ultimo ponte (A Bridge too far), regia di Richard Attenborough (1977)
- Delitto all'undicesimo parallelo (East of Elephant Rock), regia di Don Boyd (1977)
- Caravans, regia di James Fargo (1978)
- The Treasure Seekers, regia di Henry Levin (1979)
- Il prigioniero di Zenda (The Prisoner of Zenda), regia di Richard Quine (1979)
- Prigioniero del passato (The Return of the Soldier), regia di Alan Bridges (1982)
- Fratelli nella notte (Uncommon Valor), regia di Ted Kotcheff (1983)
- Top Secret! regia di Zucker-Abrahams-Zucker (1984)
- Quando vennero le balene (When the Whales Came), regia di Clive Rees (1989)
- Prigionieri dell'onore (Prisoner of Honor), regia di Ken Russell (1991)
- Quattro matrimoni e un funerale (Four Weddings and a Funeral), regia di Mike Newell (1994)
- Angeli e insetti (Angels & Insects), regia di Philip Haas (1995)

### Televisione
- The Protectors – serie TV, episodio 1x05 (1964)
- I gialli di Edgar Wallace (The Edgar Wallace Mystery Theatre) – serie TV, episodio 5x09 (1964)
- Colditz – serie TV (1974)
- Spazio 1999 (Space: 1999) – serie TV, episodio 1x07 (1976)
- Z Cars (Z-Cars) – serie TV (1962-1978)
- Il fantasma dell'Opera (The Phantom of the Opera), regia di Robert Markowitz – film TV (1983)
- Venti di guerra (The Winds of War), regia di Dan Curtis – serie TV (1983)
- Le avventure di Sherlock Holmes (The Adventures of Sherlock Holmes) – serie TV, 1 episodio (1984)
- George Washington – serie TV (1984)
- Pietro il Grande (Peter the Great), regia di Marvin J. Chomsky e Lawrence Schiller – serie TV (1986)
- Ricordi di guerra (War and Remembrance) – serie TV (1988-1989)
- La signora in giallo (Murder, She Wrote) – serie TV, episodio 5x14 (1989)
- Star Trek: The Next Generation – serie TV, episodio 4x02 (1990)
- Conan the Adventurer – serie TV (1997-1998)

## Doppiatori italiani
- Emilio Cigoli in Operazione Crossbow
- Pino Locchi in La caduta delle aquile
- Renato Turi in Sherlock Holmes: soluzione settepercento
- Sergio Fiorentini in Top Secret!
- Sergio Graziani in Angeli e insetti